# La Baie du guet-apens
Pour les articles homonymes, voir Guet-apens.
Pour plus de détails, voir Fiche technique et Distribution.
La Baie du guet-apens (titre original : Ambush Bay) est un film américain réalisé par Ron Winston et sorti en 1966.

## Synopsis
Aux Philippines, en octobre 1944, un commando spécial débarque sur une île afin de préparer le terrain pour le général Mac Arthur. Mais des soldats japonais occupant le lieu parviennent à en tuer quelques-uns. Les survivants décident de s'associer aux autochtones pour combattre les assassins...

## Fiche technique
- Titre original : Ambush Bay
- Réalisation : Ron Winston
- Scénario : Marve Feinberg et Ib Melchior
- Directeur de la photographie : Emmanuel I. Rojas
- Montage : John F. Schreyer
- Musique : Richard LaSalle
- Production : Hal Klein
- Genre : Film de guerre, Drame
- Pays de production :  États-Unis
- Durée : 109 minutes (1 h 49)
- Dates de sortie :
  - États-Unis : 14 septembre 1966
  - Royaume-Uni : 2 février 1967
  - Irlande : 2 juin 1967

## Distribution
- Hugh O'Brian (VF : Georges Atlas) : Sgt. Steve Corey
- Mickey Rooney (VF : Pierre Trabaud) : Sgt. Ernest Wartell
- James Mitchum (VF : Jacques Thébault) : Soldat James Grenier
- Peter Masterson : Sgt. William Maccone
- Harry Lauter : Cpl. Alvin Ross
- Greg Amsterdam : Cpl. Stanley Parrish
- Bruno Punzalan : Ramon
- Tisa Chang : Miyazaki
- Buff Fernandez : Lt. Tokuzo
- Joaquin Fajardo : Capt. Koyamatsu
- Limbo Lagdameo : un homme
- Nonong Arceo : un soldat
- Jim Anauo : Soldat Henry Reynolds
- Tony Smith : Soldat George George
- Clem Stadler (VF : Jean Berger) : Capt. Alonzo Davis
- Douglas Mac Arthur : Lui-même (voix)